# Paróquia Santa Joana d'Arc
A Paróquia Santa Joana d'Arc é um templo religioso católico localizada no bairro do Jardim França, Zona Norte da cidade de São Paulo, Brasil. Pertence ao setor Santana da Arquidiocese de São Paulo. A paróquia também administra a Capela Cristo Rei localizada na Água Fria.

## História
O templo foi fundado em 1966 e é dedicado à padroeira francesa Joana d'Arc conhecida por sua coragem e devoção à fé cristã. Construído em um terreno doado pelo empresário francês Jacques Funke, dono da Companhia Territorial Franco-Paulista de Água Fria, construtora que loteou os bairros de Água Fria e Jardim França. A criação da paróquia foi motivada pelo crescimento populacional na região, que demandava um espaço para celebrações religiosas e atividades comunitárias em substituição à Capela de São Sebastião do Barro Branco, localizada na esquina entre as avenidas Nova Cantareira e Água Fria.
Inicialmente, as missas eram realizadas em um espaço improvisado, mas, com o passar dos anos, um templo definitivo foi construído graças ao esforço da comunidade local e ao apoio da Arquidiocese de São Paulo.

## Atualidade
Atualmente, a Paróquia Santa Joana d'Arc é um centro religioso e social da região. Além das celebrações litúrgicas regulares, a paróquia promove ações sociais e atividades de catequese. A igreja também se destaca por sua arquitetura simples sendo um ponto de referência no bairro.